# Polophylax

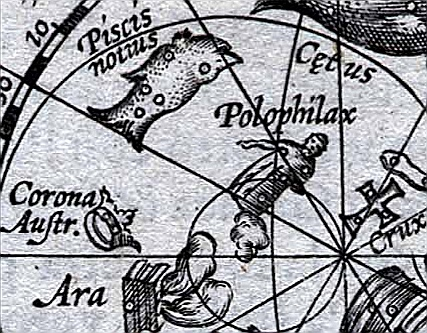
Polophylax Constellation, 1602

Polophylax (en grec « gardien du pôle [sud] céleste ») est une ancienne constellation de l'hémisphère sud qui se trouvait là où se trouvent maintenant les constellations du Toucan et de la Grue.
Elle a été introduite par Petrus Plancius sur les petits planisphères célestes sur sa grande carte murale de 1592. Elle est également présente sur sa carte du monde plus petite de 1594 et sur des cartes du monde copiées de Plancius.
Elle a été remplacée par les douze constellations que Petrus Plancius a formées fin 1597 ou début 1598 à partir des observations d'étoiles du sud de Pieter Dircksz Keyser et Frederik de Houtman.